# Mapania ivorensis
Mapania ivorensis är en halvgräsart som först beskrevs av Jean Raynal, och fick sitt nu gällande namn av Jean Raynal. Mapania ivorensis ingår i släktet Mapania och familjen halvgräs. Inga underarter finns listade i Catalogue of Life.